# مکران
مَکْران یا مُکْران یا مِکْران (به بلوچی: مَکُّران، به انگلیسی: Makoran) به مناطق جنوبی سیستان و بلوچستان گفته می‌شود که در امتداد ساحل سیستان و بلوچستان به حدودا ۱۰۰۰ کیلومتر ( ۶۰۰ مایل) از راس‌الکوه در غرب جاسک و حد میناب در ایران تا شرق لسبیله و نزدیکی بندر کراچی در پاکستان گسترده است. مکران توسط مرزهای سیاسی مدرن ایران و پاکستان به دو نیم تبدیل شده است.
ایالت مَکُران یا مکران یا زمین مکران نام جغرافیایی است که پس از اسلام بر ناحیه‌ای از کرمان تا رود سند گفته‌اند. حافظ ابرو در کتاب جغرافیا جلد ۳ می‌نویسد: «حد شرقی کرمان، زمین مکران است. بیابانی که بین کرمان و بحر است این بیابان میان کرمان و سجستان (سیستان امروزی) و خراسان واقع شده و جنوبی کرمان بحر مکران است.» در برخی منابع اروپایی سده‌های ۱۶ تا ۱۸ (میلادی) از ایالت مکران نام برده شده است. در دوره‌های مختلف تاریخی این منطقه خودمختار و تحت اداره خان‌های محلی بوده که خود را رعایای دولت ایران می‌نامیدند. امپراتوری بریتانیا در سده ۱۸ (میلادی) این منطقه را جزو راج بریتانیا و مستعمره بریتانیا نمود. امروزه در هند و در پاکستان شهرهایی بنام مکران وجود دارند. مکران در دوره‌های مختلف تاریخی بخشی از قلمرو ایران بوده است. سفرنامه مارکو پولو نیز مکران را شرح داده است. در بعضی اسناد و نقشه‌های تاریخی اروپایی و بعضی نوشته‌های عربی دریای عرب امروزی نیز بحر مکوران بیان شده است.
کوه‌های خشک و بایر کرانه‌های مکران از دید جغرافیای طبیعی دنباله کویر است، که تا آنجا گسترش یافته است. گویا در سده‌های میانه این سرزمین از آنچه اکنون دیده می‌شود، حاصلخیزتر بوده است. ولی هیچگاه از دید دارایی دارای اهمیت نبوده است. جغرافی‌نویسان پیشین اسامی بسیاری از شهرهای مکران را در کتاب‌های خود ثبت نموده‌اند. ولی هیچ‌کدام به‌طور گسترده از آن شهرها یاد نکرده‌اند. مهم‌ترین درآمد مکران از نیشکر و یک گونه شکر موسوم به پانیذ بوده است که از آنجا به سرزمین‌های مجاور صادر می‌شده است.

## نام‌شناسی
مکُّران: مک + ران. مک، مچ، مغ، در زبان بلوچی به معنی نخل است. مکران یعنی سرزمین دارای نخل. نخلستان. این نام از جغرافیای طبیعی منطقه گرفته شده است.
در ادوار باستان در مکران از قوم بلوچ در کتب فارسی و عربی ذکر شده که اعراب آن را «بلوص» گزارش کرده‌اند به همین علت مکران را بلوچستان نام گذاشته‌اند.
شمس‌الدین مقدسی جغرافی دان سده ۴ هجری قمری، مکران غربی و شرقی را سرزمینی واحدی وصف کرده که‌ زبان‌ سکنه آن‌ «بلوصی‌» (معرب بلوچی) و مرکز آن‌ «بَنَّجْبور» بود. بنجبور شاید معرب شهر پنجگور در مکران‌ پاکستان‌ کنونی‌ باشد که به نقل از مقدسی مردم بلوصی آن به کار نخل و دامداری مشغول بودند.
نام «مکران» در دوران اسلامی رایج شده است. ولی بیشتر پژوهشگران این نام را مرتبط با نام‌های دوران پیش از اسلام ساتراپ هخامنشی مکا (گدروزیا) و تمدن مگان می‌دانند. بی‌تردید ساتراپ هخامنشی مکا با سرزمین مگان یا ماکان که در متون سومری و بابلی برای اشاره به مناطق تجاری با بین‌النهرین ذکر شده منطبق است. بنابراین مکا در سنگ‌نوشته‌های پارسی باستان همان مگان است و مکران به دلایل همچون شواهد اسمی و شواهد شباهت مناطق باستانی عمان و امارات متحده عربی گونه‌ای از مگان پیشنهاد شده است. هردوت تاریخ نگار یونانی، ساتراپ هخامنشی مکا را گدروزیا نامیده و اسکندر مقدونی طی لشکرکشی خود، هنگام تصمیم بازگشت به غرب از دهانه دره سند مجبور شد از گدروزیا عبور کند. پژوهشگران معتقد هستند گدروزیا نامی یونانی بوده که توسط یونانی‌ها به ساتراپ مکا یا بلوچستان کنونی داده شده است.
همان نویسندگان سده‌های ۱۳ تا ۱۵ میلادی غالباً واژه کیج (گچ) و مکران را استعمال می‌کردند و مارکو پولو نیز این منطقه را در سفرنامه خود «کیس مکوران و عرب‌ها» (تیز مکران) نامیده است. بنظر می‌رسد تیز تغییر یافته گیچ باشد.
هم‌اکنون بخش جنوبی بلوچستان در قسمت واقع در خاک پاکستان با نام «کیچ مکران» و قسمت واقع در خاک ایران صرفاً «مکران» نامیده می‌شود.
کتاب خلیج فارس منتشر شده توسط دولت بریتانیا و وزارت امور خارجه بریتانیا، بخش ایرانی مکران را مکران پارس نامیده است. کتاب خلیج فارس که در سال ۱۹۱۷ توسط دولت بریتانیا منتشر شده است مناطق و آبادی‌ها و شهرهای «مکران پارس» را از بندر عباس تا گوادر نام برده است. مکران فارس نامی است که در کتب عربی در دوره تسلط پارسیان بر ممالک مکران بکار می‌رفته است و بنظر می‌رسد بریتانیایی‌ها واژه مکران پارس را از منابع عربی گرفته‌اند.

## تاریخچه

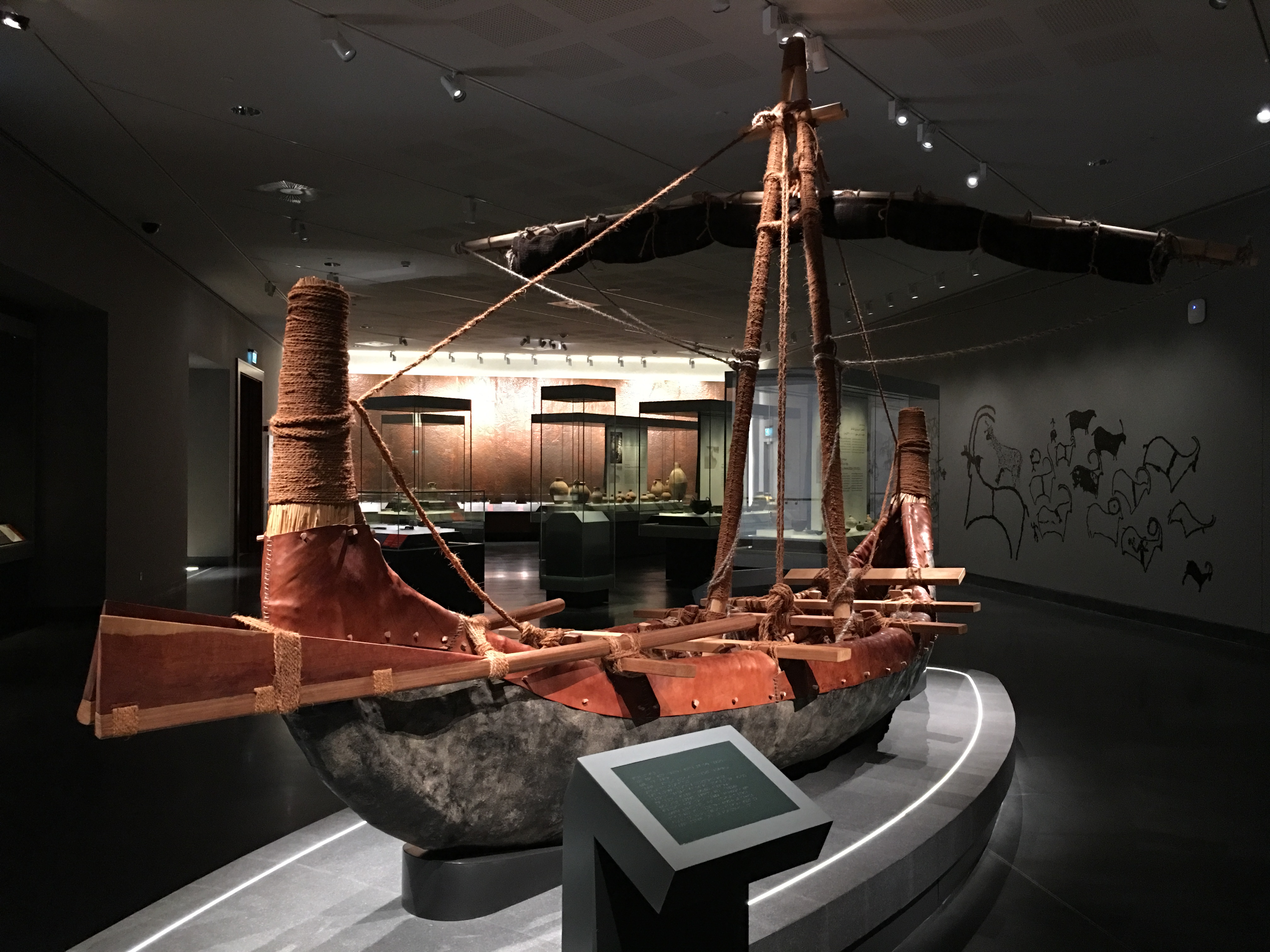
مدل کشتی‌های مگان که هر یک قادر به حمل ۲۰ تن محموله بوده است.

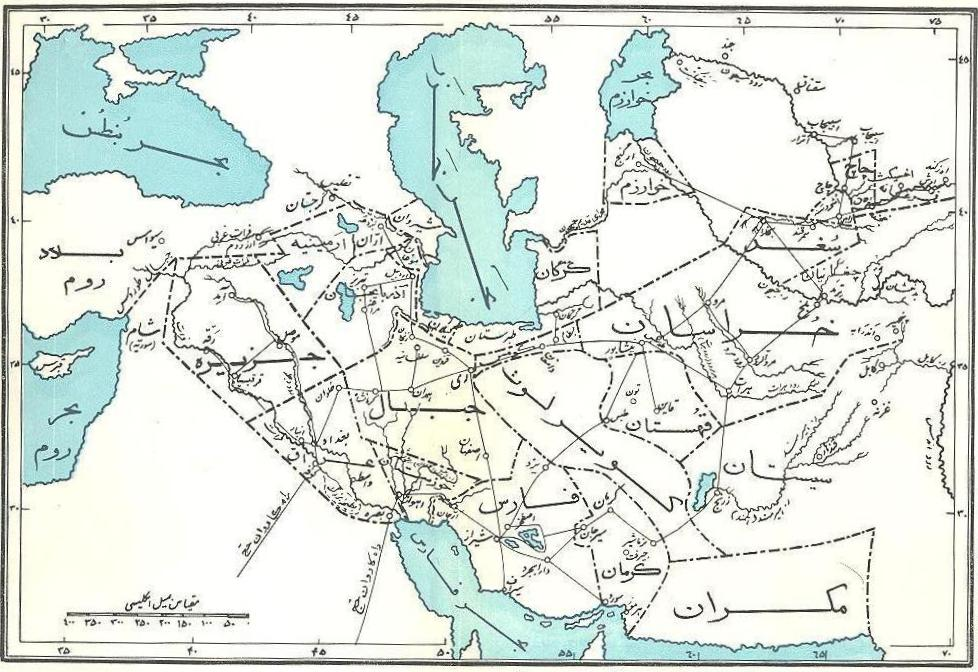
موقعیت مکران در نقشه ایران در عصر خلفای عباسی برگرفته از کتاب جغرافیای تاریخی سرزمین‌های خلافت شرقی

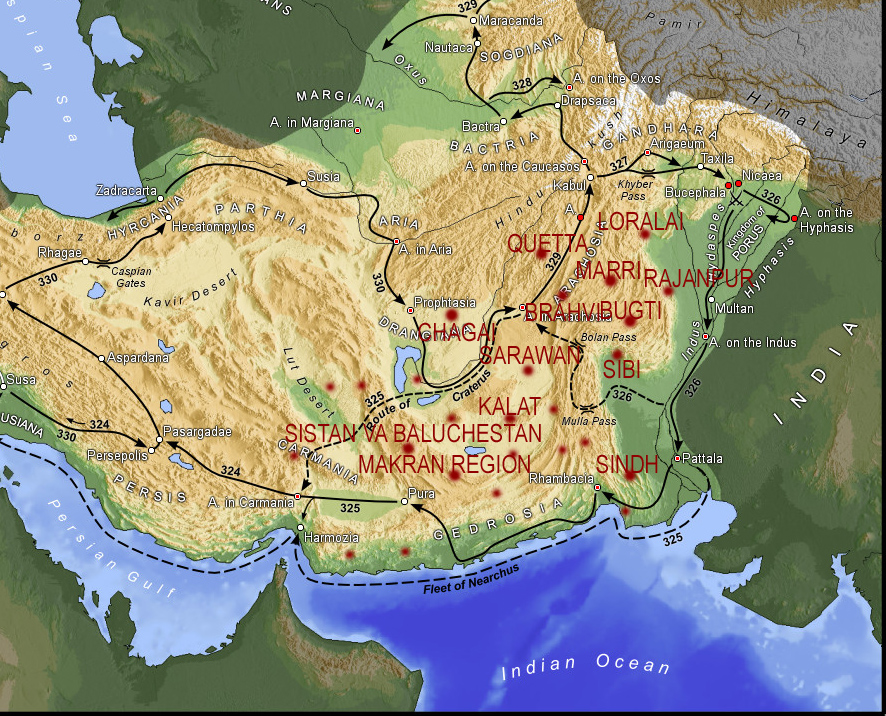
قبایل بلوچ و مسیرهای آن منطقه، در زمان اسکندر هخامنشی

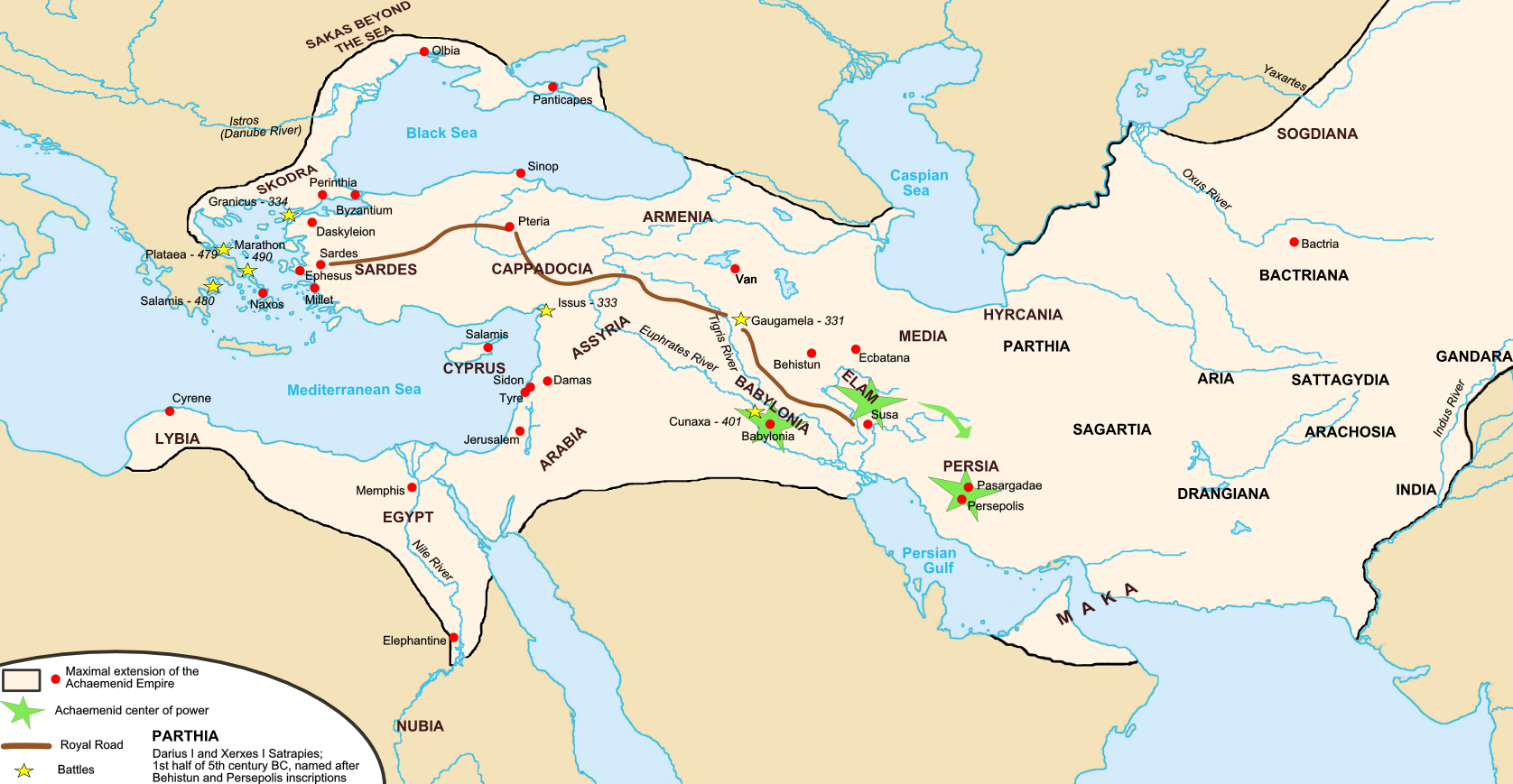
موقعیت مکانی مکا در نقشه ایران در عهد شاهنشاهی هخامنشی

برخی مورخان مکران را با تمدن ماگان (مَگان یا ماکان) یکسان می‌پندارند. مگان نام تمدنی کهن است که در حدود۲۵۰۰ تا ۵۵۰ پیش از میلاد وجود داشته است. تاریخ پیدایش آن در دوره سومری‌ها و اَکَدی‌ها تخمین زده می‌شود. گستره آن به بخش‌های جنوب بلوچستان و بخش‌هایی از عمان و امارات متحده عربی می‌رسید. در متون سومری و اَکَدی به مگان یا ماکان اشاره مستقیم شده است. چنانچه نارام سین پادشاه بزرگ اَکَدی لقب اکدی سامی «ملک» را به فرمانروای مغلوب مگان داد. مگان به خاطر کشتی‌سازی و قابلیت‌های دریایی خود شهرت داشت. یک کشتی مگان قادر به حمل حدود ۲۰ تن بار بود که هر کدام را به یک کشتی بزرگ تبدیل می‌کرد. در متون یافت شده مربوط به سومریان از مگان به عنوان یکی از شرکای تجاری مهم سومریان یاد شده است که مس و دیوریت مورد نیاز بین‌النهرین از آنجا تأمین می‌شده است.
این پژوهش‌ها باعث شدند که هانسمن ریشه نام مکران را از واژه قدیمی و اشاره شده ماکان یا مگان در متون سومری و اَکَدی بداند که بدون تردید ماکان در کتیبه‌های سومری و اَکَدی با ماکا یا مکا در کتیبه‌های هخامنشی یکسان است. واراهامیهیرا در دانشنامه مشهور خود بریهات-سامیتا از مردمان غرب شبه‌قاره هند با نام Makara نام برده است.
آریان گزنفون مورخ یونانی از اصطلاح Icthyophagy (یونانی باستان: Ἰχθυοφάγοι) برای ساکنان مناطق شمال بحر مکران کنونی استفاده کرده است. Icthyophagy اصطلاحی عمومی به معنی «ماهی‌خواران» است که توسط جغرافی‌دانان یونانی عهد باستان برای جوامع ساکن در کنار دریاها استفاده می‌شد. حال آنکه در مکران، صرفاً نواحی ساحلی با دریا مرتبط هستند و بخش اعظم این منطقه بیابانی و کویری و کیلومترها دور از دریا است. سرزمین مکران به لحاظ موقعیت مکانی با ساتراپی مکا یکی از ساتراپی‌های ایران در دوران هخامنشیان تطابق دارد.
از مکا در سنگ‌نوشته‌های به جامانده از دوران هخامنشیان در بیستون و تخت جمشید به عنوان ساتراپی چهاردهم ایران در عهد داریوش یاد شده است. ابوریحان بیرونی در کتاب خود تحقیق ماللهند بیان می‌کند که خط ساحلی شبه قاره هند از تیز، پایتخت مکران آغاز می‌شود.
یاقوت حموی جغرافی‌دان و تاریخ‌نویس در کتاب معجم البلدان در باب حرف میم در مورد دلیل نامگذاری مکران به این نام چنین می‌نویسد: «همانگونه که ذکر شد، سیره نویسان می‌گویند که: مکران به نام مکران بن فارک بن سام بن نوح علیه السلام نامگذاری شده است زیرا او به این منطقه آمده و در آنجا سکنی گزیده است»

## سده ۱۴ خورشیدی
در ایران و در دومین تقسیمات کشوری پس از تصویب قانون ایالات و ولایات در مجلس شورای ملی در سال ۱۳۱۶ استانی به نام استان مکران ایجاد شد که مناطق بم، بشاگرد، جاسک، میناب و زابل را در بر می‌گرفت. اما پس از سه ماه و با تقسیمات کشوری تازه که ایران را به ۱۰ استان تقسیم می‌کرد، مکران بخشی از استان هشتم شامل شهرهای کرمان، بندرعباس، خاش و زابل به مرکزیت کرمان شد. در سال ۱۳۳۶ مکران در استان تازه تاسیس سیستان و بلوچستان به مرکزیت زاهدان قرار گرفت.

## جغرافیا

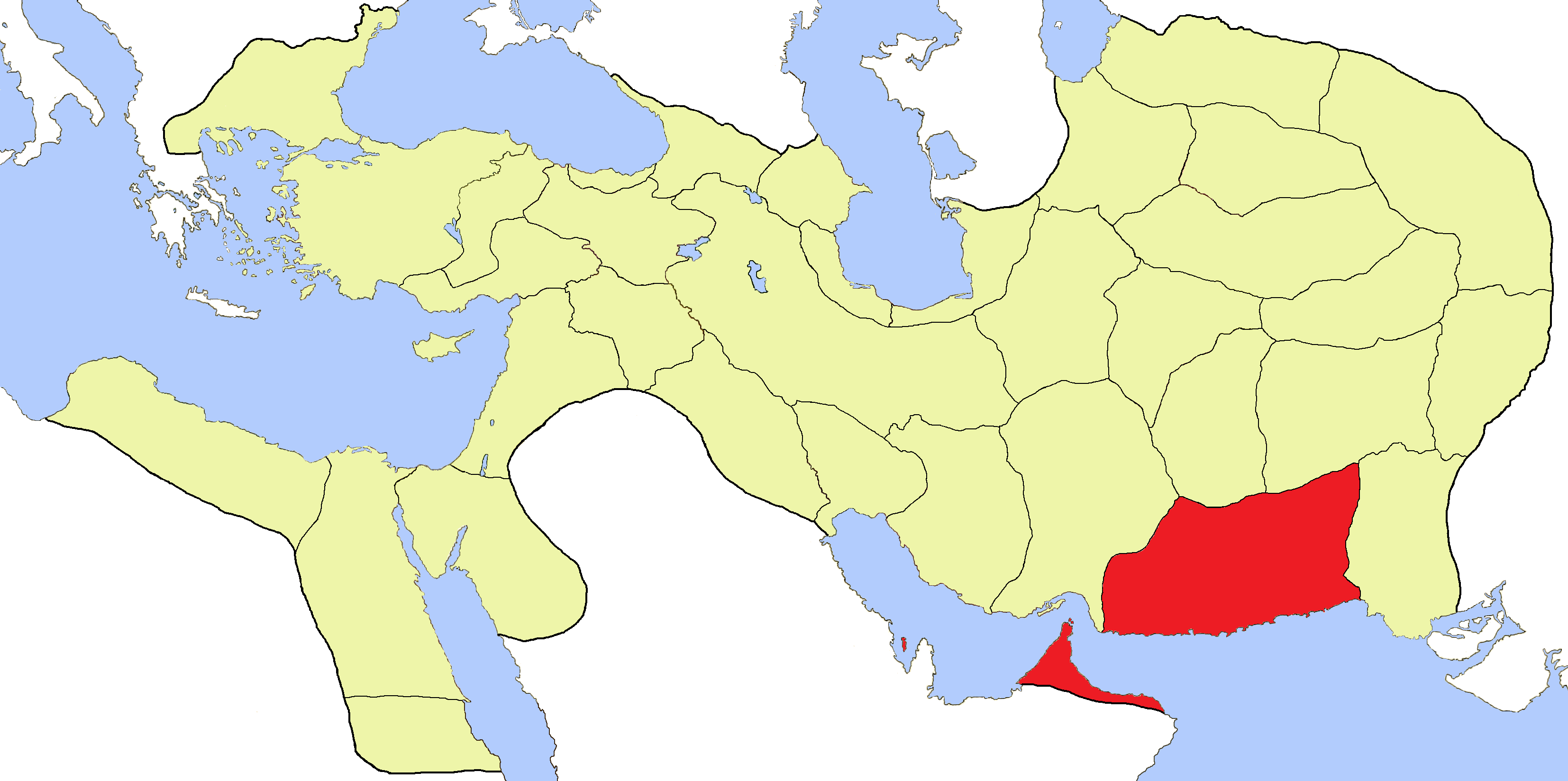
گستره گدروزیا یا ماکا (بعد تر مکران) که از لحاظ مرزبندی مدرن امروزی، تقریباً با بلوچستان امروزی منطبق است با این تفاوت که گدروزیا نام یونانی که یونانی‌ها به بلوچستان دادند شامل شمال عمان، امارات، قطر هم می‌شد.

«ماکا» یا «مگان» یا «ماکان» (بعدتر به مکران تبدیل شده) که یونانی‌ها آن را گدروزیا نامیدند با گذر تاریخ رفته‌رفته کوچک‌تر و به سمت جنوب بلوچستان محدود شد. چنانچه در اواخر دوره ساسانیان و اوایل عصر اسلامی سرزمین گدروسیا شامل پنج ایالت پارادان، توران، مکران و سیستان، مازون بود. با اینکه پارادان از صفحه تاریخ محو شد و توران جای خود را به منطقه کلات داد اما باز هم گستره مکران کاهش یافت و محدود به جنوب بلوچستان شد.
مکران امروزه به جنوب بلوچستان و خط ساحلی دریای مکران که میان دو کشور ایران و پاکستان تقسیم شده گفته می‌شود که از غرب با استان کرمان (رودبار زمین) و گیاوان زمین در استان هرمزگان، از شمال با منطقه سرحد بلوچستان در استان سیستان و بلوچستان، از شرق با مکران پاکستان در ایالت بلوچستان پاکستان و از جنوب به دریای مکران منتهی می‌شود.

### مکران ایران
مکران ایران (جنوب بلوچستان ایران) تقریباً بیشتر شهرستان‌های بلوچستانِ ایران، در استان سیستان و بلوچستان از جمله ایرانشهر، سراوان، سرباز، فنوج، نیکشهر، کنارک، زرآباد و چابهار را در بر می‌گیرد و از شمال با منطقه سرحد بلوچستان (شمال بلوچستان) که شامل خاش، زاهدان، میرجاوه، تفتان همسایه است.
مکران ایران به همراه سرحد بلوچستان دو منطقه بلوچستان ایران در استان سیستان و بلوچستان را تشکیل می‌دهند.

### مکران پاکستان
مکران پاکستان که شامل نواحی:کیچ، پنجگور، گوادر می‌شود از شمال با نواحی خاران و واشک، از شرق با نواحی لسبیله و آواران همسایه است. منطقه مکران پاکستان از سده ۱۸ (میلادی) تا پیش از انحلال سال ۱۹۵۵ تحت کنترل و حاکمیت خان‌نشین مکران، خاندان گیچکی بلوچ بود. پس از سلطه بریتانیا بر بلوچستان مکران پاکستان به عنوان ایالت شاهزاده‌نشین مکران یک ایالت فرعی از راج بریتانیا شد و تا سال ۱۹۵۵ بر مکران شرقی کنترل داشت.

## جاذبه‌های گردشگری
مستند مکران در سال ۱۴۰۰ توسط یاسین قاسمی ساخته شد. هدف از ساخت این مستند، معرفی جاذبه‌های گردشگری و ویژگی‌های حیات وحش منطقه مکران بود.

## مردم‌شناسی
بیشتر ساکنان بومی سرزمین مکران از قوم بلوچ  و دارای مذهب سنی هستند. بندر باستانی هخامنشی تیس در این ناحیه قرار داشته است.

دشتیاری، بندر ماهیگیری بریس

## اهمیت راهبردی
مکران دارای ذخایر نفت و گاز است. همچنین این منطقه به دلیل نزدیکی به آب‌های بین‌المللی و قرارگیری در بیرون از منطقه خلیج فارس که معمولا پرتنش است، اهمیت راهبردی ویژه‌ای دارد.

## توسعه
در اسفند ۱۴۰۳ دولت چهاردهم جمهوری اسلامی، توسعه منطقه مکران را از اهداف اصلی توسعه اعلام کرد. این کار از طریق توسعه زیرساخت‌های بندری، شهری، ریلی، جاده‌ای، ترانزیتی، اقتصادی، اجتماعی و رشد شاخص توسعه انسانی بدست می‌آید.

### دغدغه‌ها
توسعه مکران مشکلات بومی زیادی ایجاد کرده است. برای تحقق «طرح توسعه سواحل مکران» مردم بومی آن منطقه، ناچار شده‌اند زمین‌های خود را به دولت واگذار کرده و از آن منطقه کوچ کنند. همچنین «طرح توسعه سواحل مکران» تهدید جدی برای سواحل مرجانی آن منطقه ایجاد کرده و باعث از بین رفتن بخش بزرگی از آنها شده است.

### انتقال پایتخت
به دنبال افزایش مشکلات شهر تهران، در سال ۱۴۰۳ (خورشیدی) پیشنهاد انتقال پایتخت به مکران مطرح شد. اما نزدیکی مکران به پایگاه‌های نظامی آمریکا در خلیج فارس، نزدیکی به مرزهای پاکستان و افغانستان، عدم وجود زیرساخت‌های مناسب، کم‌آبی، و مسائل زیست‌محیطی از جمله مشکلات این طرح هستند.

## نگارخانه

ساحل دریای مکران چابهار
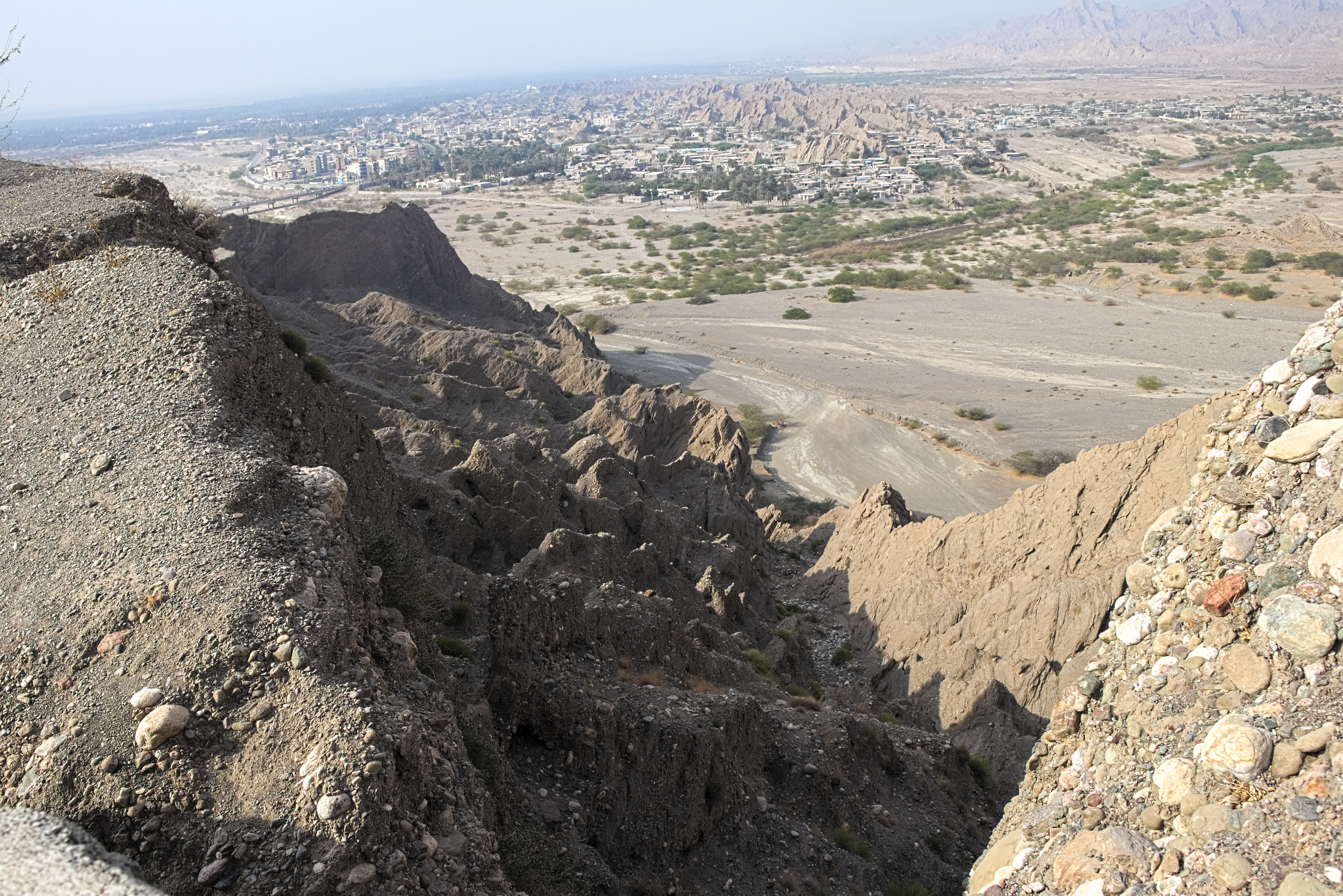
نمایی از شهر میناب و بستر رودخانه میناب
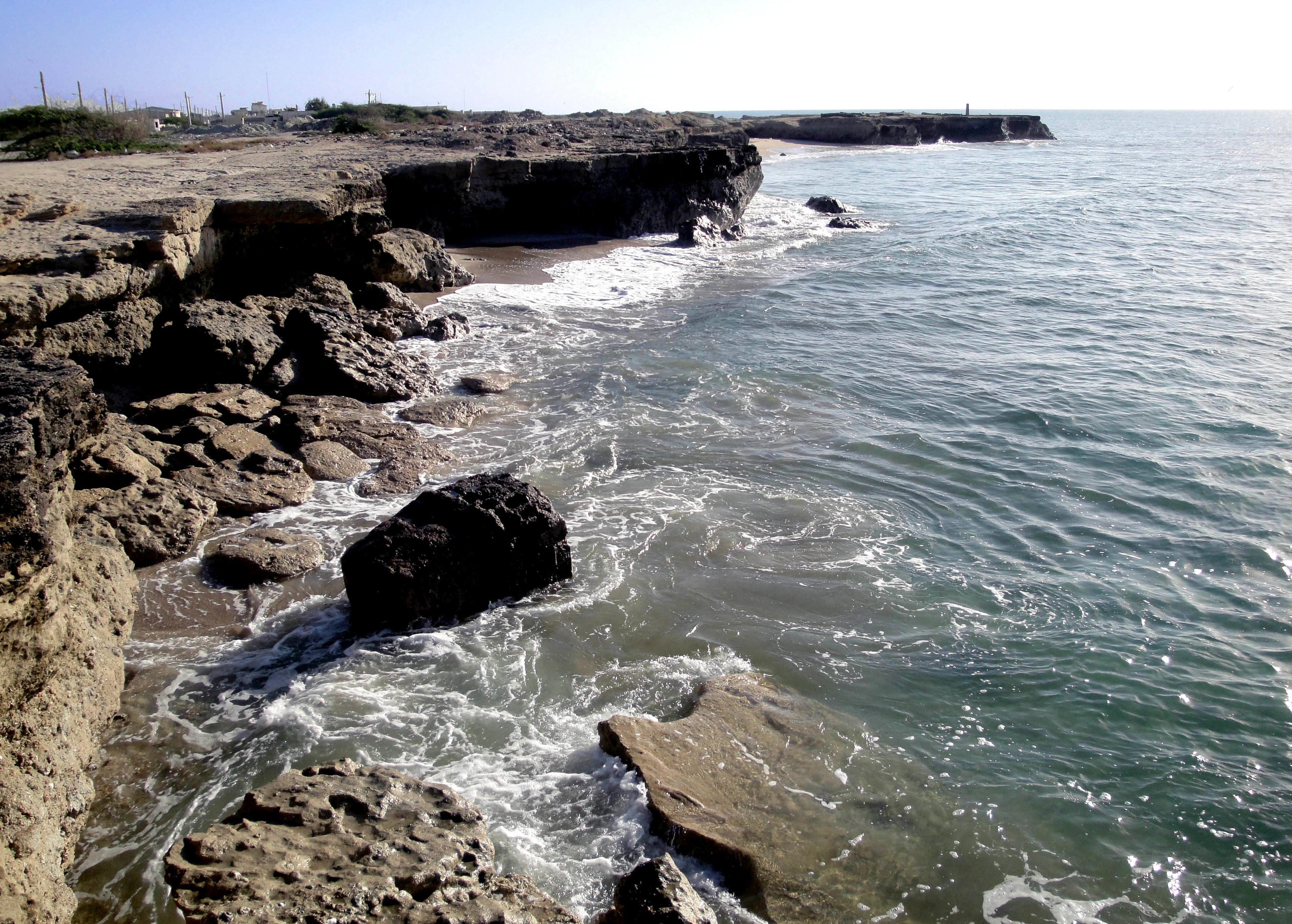
دماغه جاسک
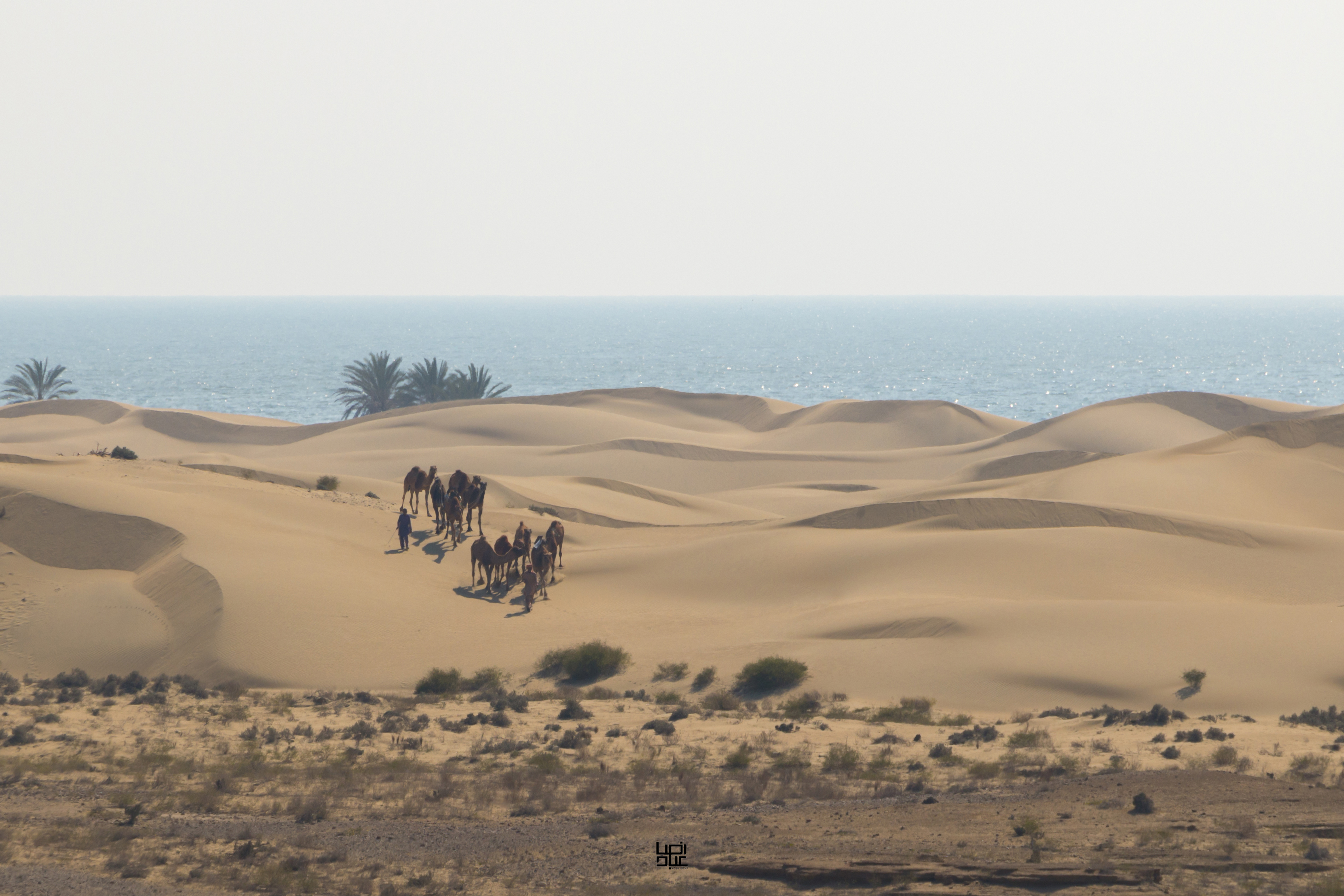
کنارک، زرآباد، ساحل درک
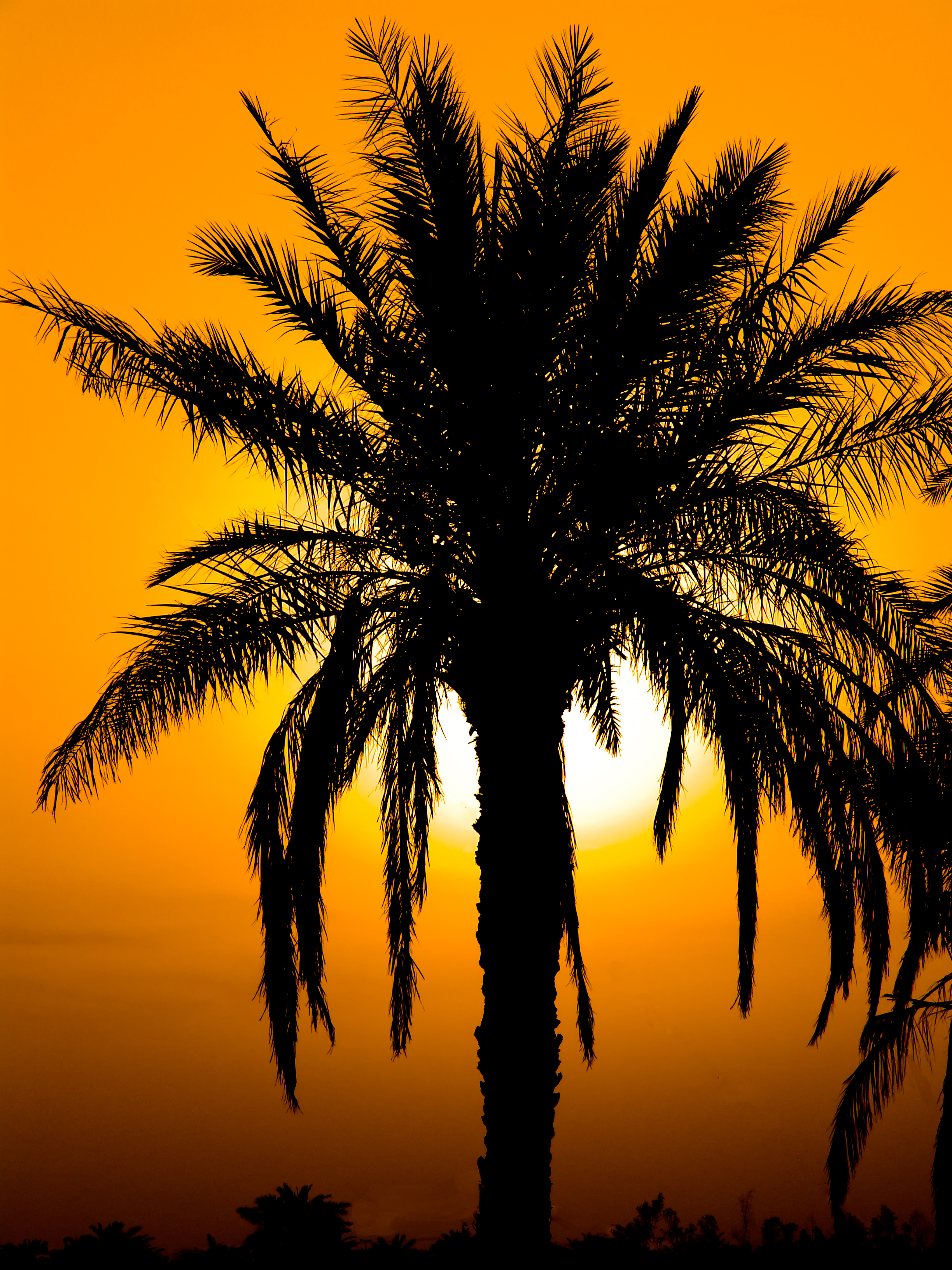
جزیره مینو